# 邦热苏斯达斯塞尔瓦斯
邦热苏斯达斯塞尔瓦斯是巴西马拉尼昂州的一个市镇。总面积2679.418平方公里，总人口19966人，人口密度7.5人/平方公里。